# Acaulopage aristata
Acaulopage aristata är en svampart som beskrevs av F.R. Jones bis 1959. Acaulopage aristata ingår i släktet Acaulopage och familjen Zoopagaceae.   Inga underarter finns listade i Catalogue of Life.